# SN 2001dn
SN 2001dn – supernowa typu Ia odkryta 14 sierpnia 2001 roku w galaktyce NGC 662. W momencie odkrycia miała maksymalną jasność 15,50m.